# Amber (India)
Amber, llamada Amer en lengua autóctona, fue la antigua ciudad capital y refugio del Clan Kchvaha de los Rajput a partir del siglo XI. Se encuentra en el estado de Rajastán (India), en un valle rocoso delimitado por montañas que desde antiguo sirvieron de defensa contra las incursiones mogolas que procedían de Delhi. La fortaleza de Amber es una visita facultativa para los turistas internacionales que se acostumbra a hacer en elefante.

## Historia
El Clan Kchvaha tomó el enclave de Amber como lugar para su capital. El rajá Man Singh, comandante en jefe del ejército mogol de Akbar mandó construir el Fuerte Amber, un fuerte-palacio que se conserva en la actualidad siendo un lugar turístico muy visitado.
Tras los primeros y duros enfrentamientos con los mogoles llegados de Afganistán, estos (los mogoles) cambiaron su política a un mayor y pacífico acercamiento con buenas soluciones entre las que se encontraban los matrimonios entre ambos pueblos. Así Akbar considerado como el más grande de los emperadores mogoles, se casó con una princesa del clan Kchvaha.

## Galería de imágenes

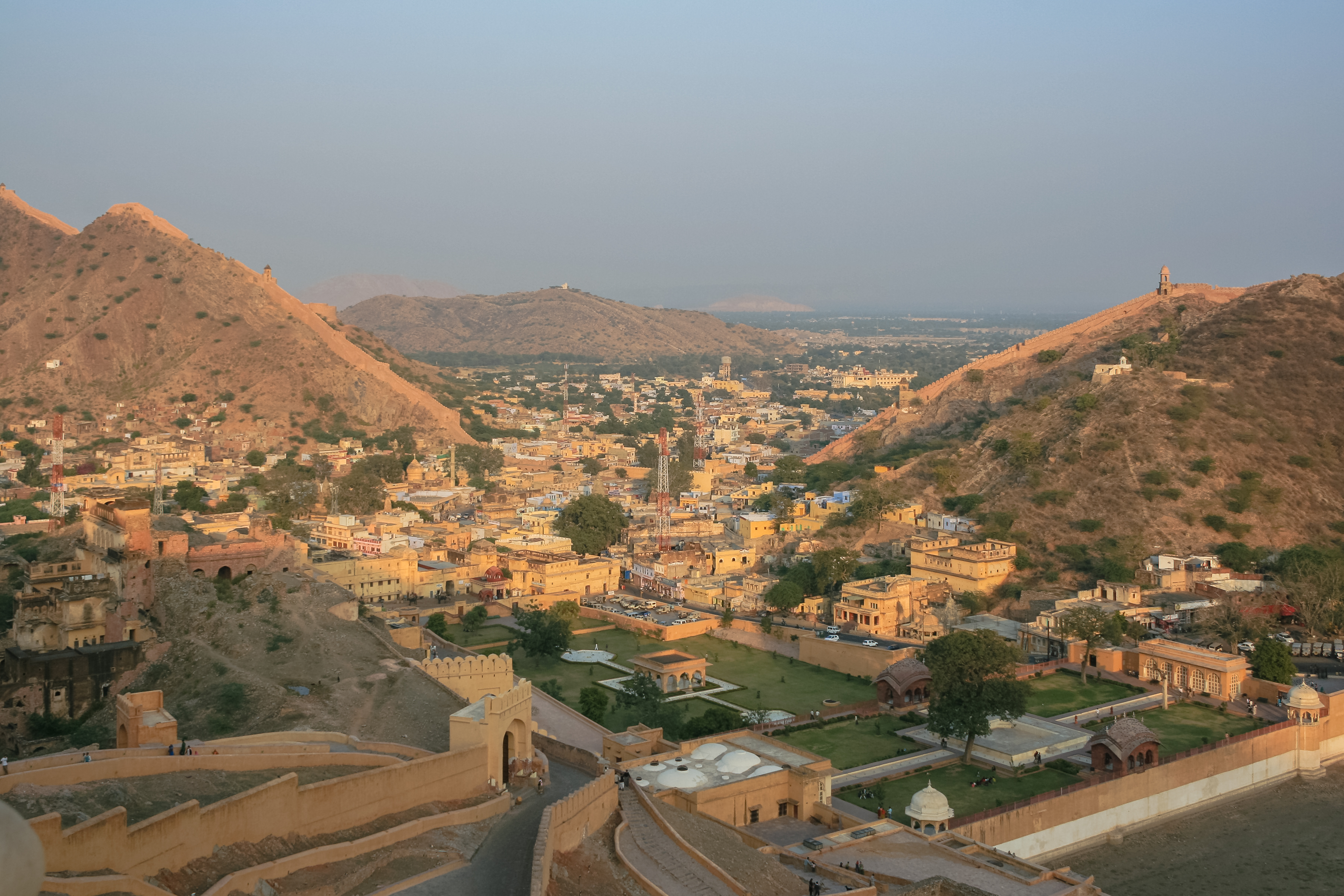
Vista de Amber desde su fuerte.
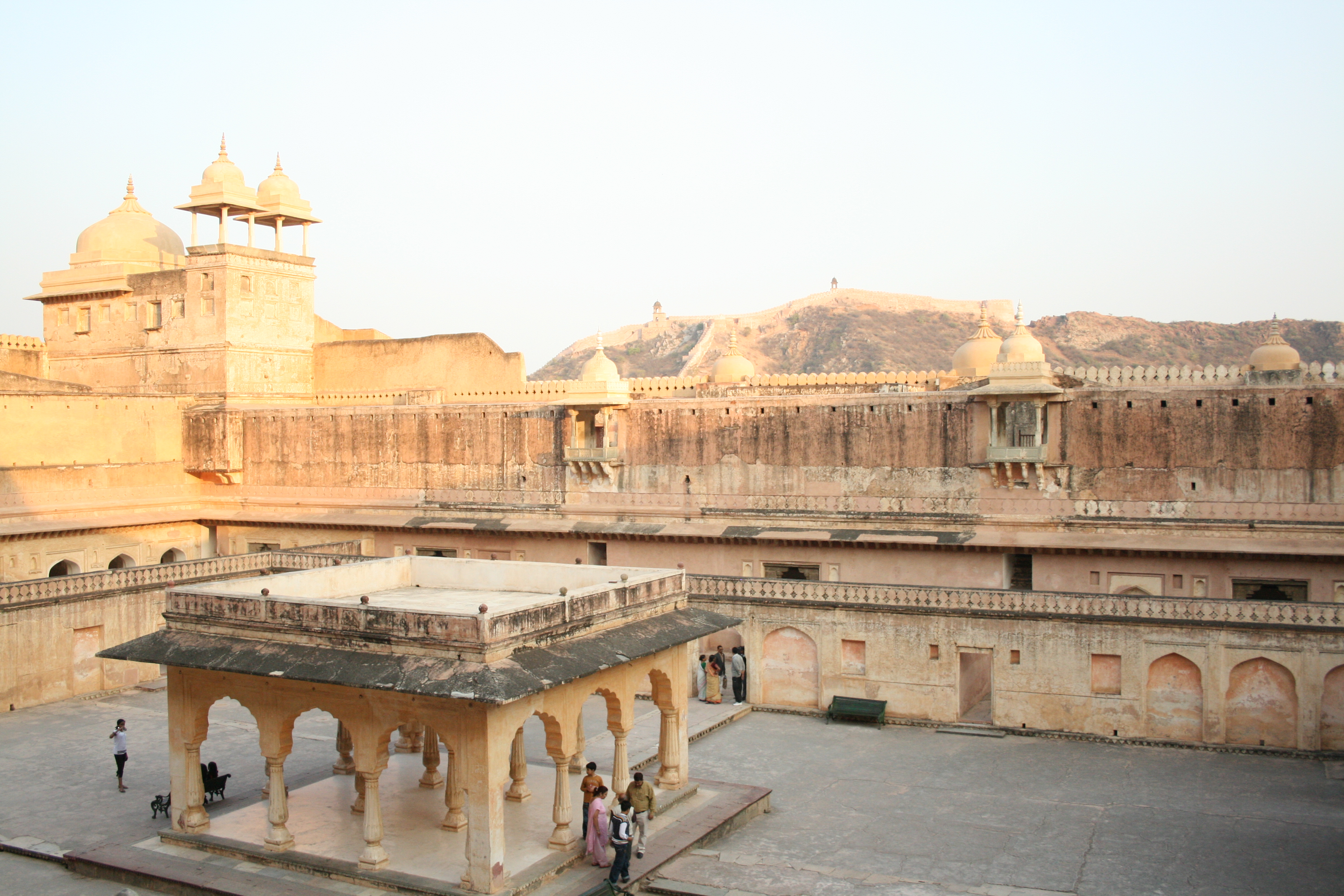
Pabellón Baradari, palacio Man Singh, fuerte de Amber.
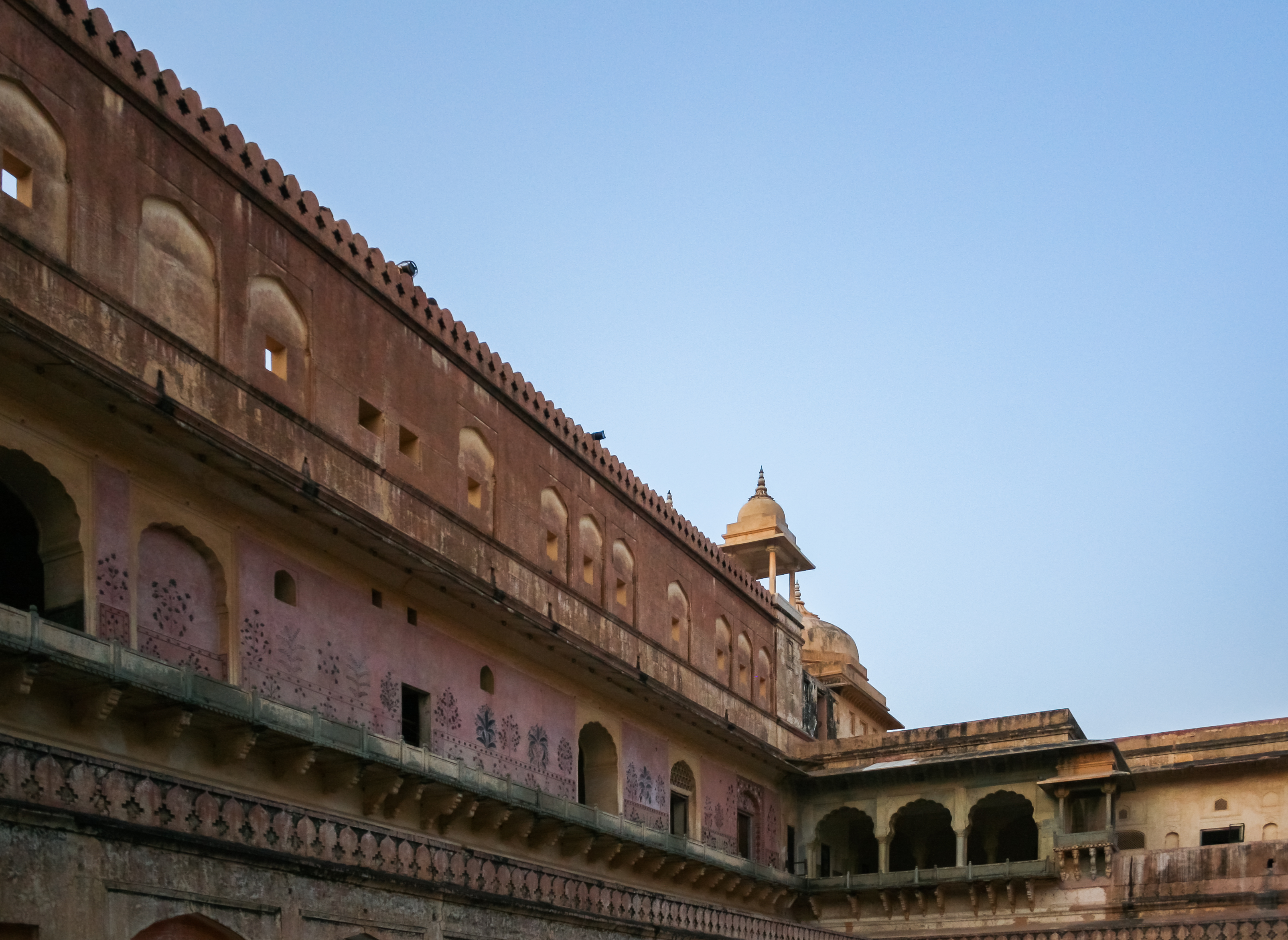
Palacio Man Singh, fuerte de Amber.
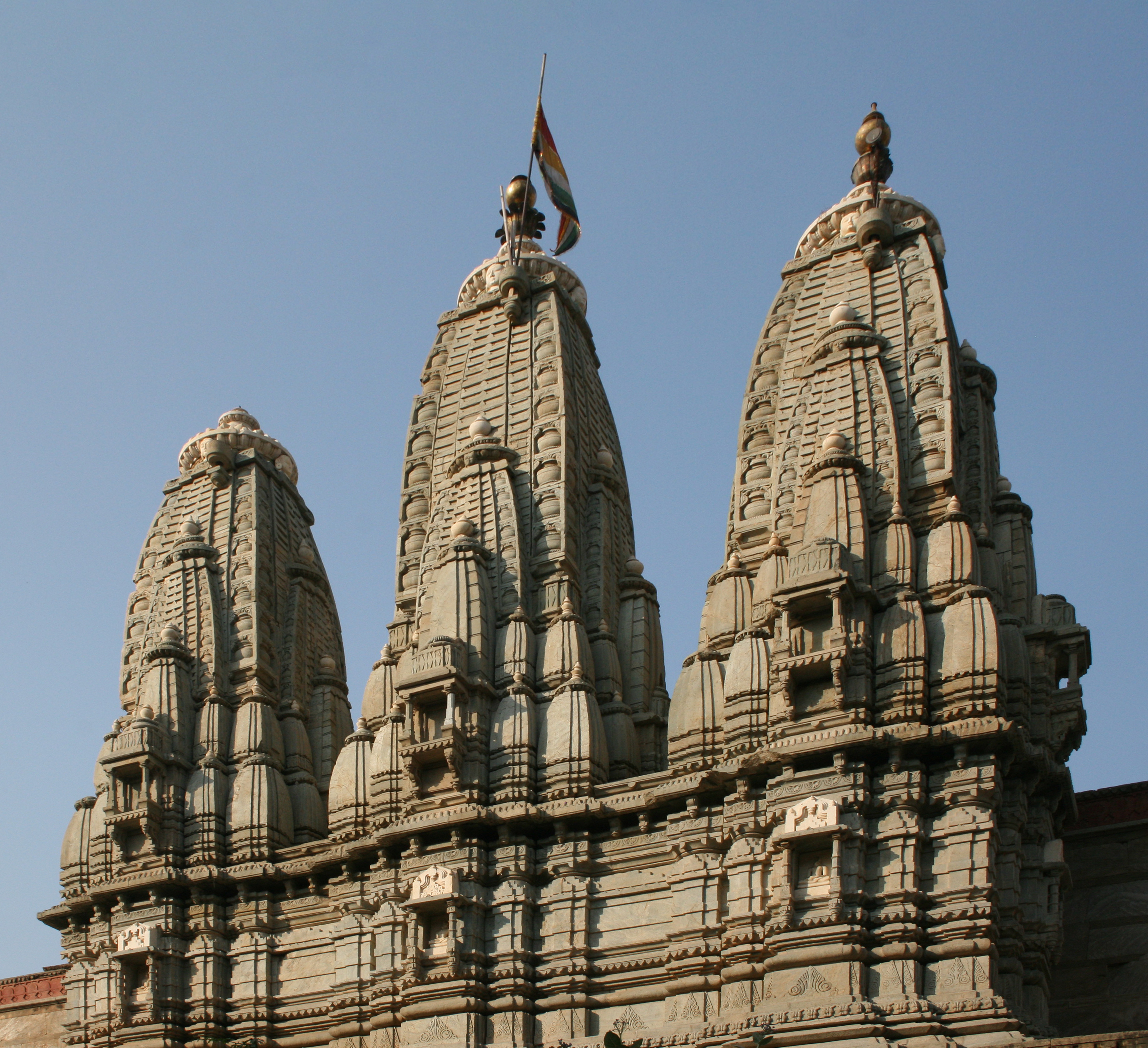
Templo de Shiva.
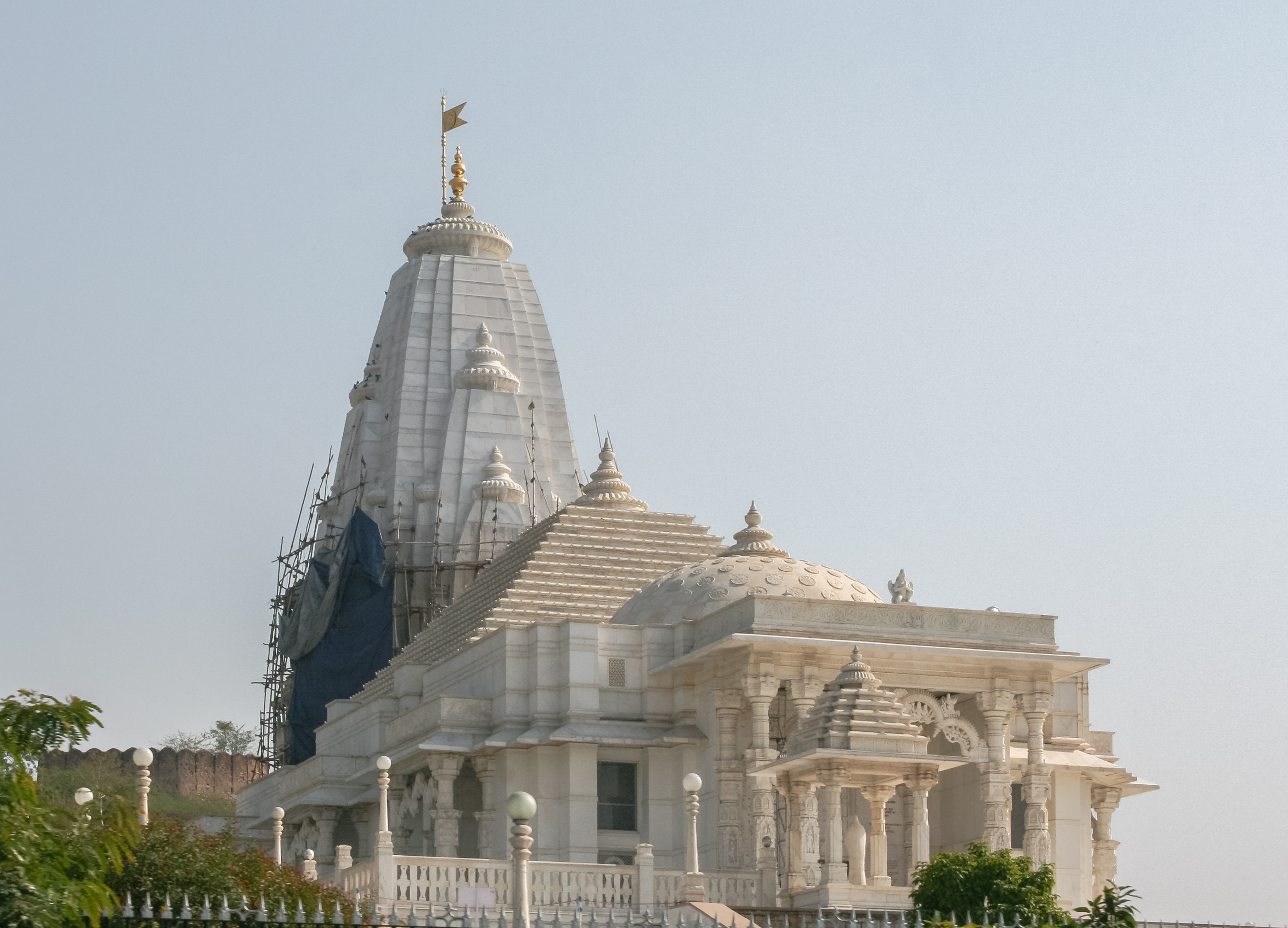
Templo Birla.